# 園崎宗一
園崎 宗一（そのざき そういち）は、日本の漫画家。男性。主に成年向け漫画を執筆し、「コンバット越前」名義で『コミックドルフィン』（司書房）にて活動したのち、『COMIC天魔』を経て2009年より『COMIC RIN』（茜新社）にて不定期掲載。2014年に名義を「あましょく」に変更する。

## 作品リスト

### 単行本
- 『お姉ちゃん暴走特急!』 （2006年3月発行、司書房〈つかさコミックス〉、ISBN 4-8128-1354-9） ※「コンバット越前」名義
- 『ろりろりカンカン』 （2011年9月24日発売[3]、茜新社〈TENMACOMICS RIN〉、ISBN 978-4-86349-244-8） ※「園崎宗一」名義

※「あましょく」名義
- 『あまショタ』 （2015年4月30日発売[4]、三和出版〈サンワコミックス〉、ISBN 978-4-77699-046-8）
- 『童貞専門幼な妻』 （2017年1月20日発売[5]、コスミック出版〈キュン!コミックス〉、ISBN 978-4-77473-149-0）

### 単行本未収録作品
- コミックドルフィン（司書房）
  - ツンデレ姉ちゃん（2006年7月号）
  - ビミョーな関係（2006年11月号）
- COMIC天魔（茜新社）
  - 二分咲き桜の憂鬱（2007年7月号）[6]
  - ななころびやおき（2007年9月号）[6]
  - たなボタ?山田君（2008年3月号）[7]
  - 春香先生の受難?（2008年9月号）[7]
  - ぬこかぶり姫（2008年11月号）[7]
  - πDOL≠iDOL（2009年1月号）[8]
- COMIC RIN（茜新社）
  - らぶらび（2009年6月号）[9]
  - あねこん（2009年8月号）[9]
  - らぶでり（2009年10月号）[9]
  - らぶてん（2009年12月号）[9]
  - らぶでこ（2010年2月号）[10]
  - つんアナ（2010年6月号）[10]
  - ばちこい（2010年7月号）[10]
  - ひめこい（2010年9月号）[10]
  - 最後の夜に（2011年1月号）[11]
  - お姉ちゃん生存戦略（2011年12月号）[11]
  - オニらび（2012年1月号）[12]
  - おねえちゃんに乗ろう!（2012年3月号）[12]
- アンソロジー（司書房）
  - 猫神様のたからもの（触手凌辱デラックス 2006年10月）